# Este (São Pedro e São Mamede)
Este (São Pedro e São Mamede) (llamada oficialmente União das Freguesias de Este (São Pedro e São Mamede)) es una freguesia portuguesa del municipio de Braga, distrito de Braga.

## Historia
Fue creada el 28 de enero de 2013 en aplicación de una resolución de la Asamblea de la República de Portugal promulgada el 16 de enero de 2013 con la unión de las freguesias de São Mamede de Este y São Pedro de Este, pasando su sede a estar situada en la antigua freguesia de São Pedro de Este.

## Demografía
| Gráfica de evolución demográfica de Este (São Pedro e São Mamede) entre 2011 y 2021 |
|                                                                                     |
| Datos según el nomenclátor publicado por el INE portugués.                          |